# Geografia della Libia

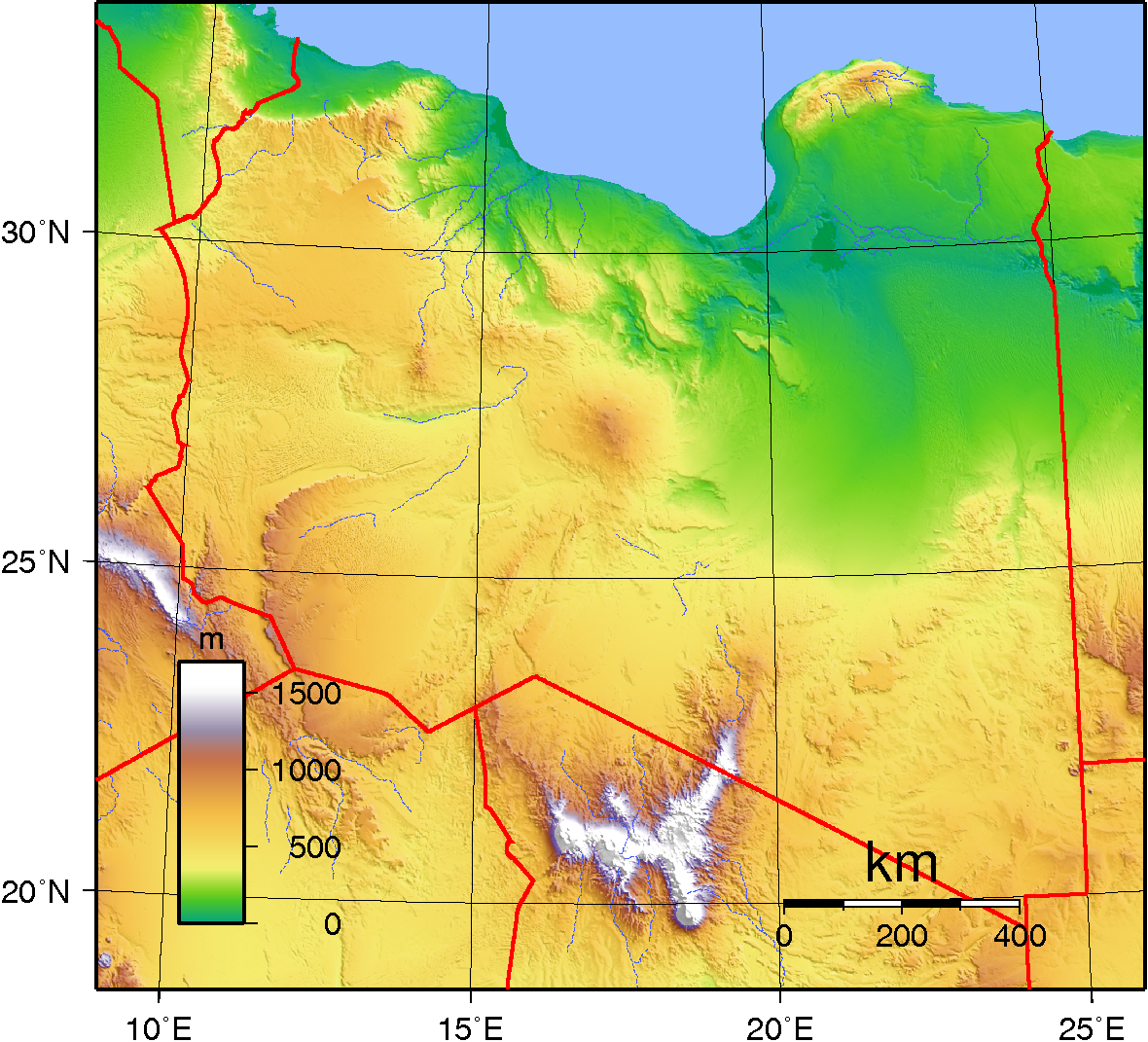
Mappa fisica della Libia

Con una superficie di 1.775.500 chilometri quadrati la Libia è il quarto paese dell'Africa per superficie ed il diciassettesimo del mondo.
La Libia occupa la parte centrale del Nordafrica, affacciandosi sul Mar Mediterraneo intorno al Golfo della Sirte, tra il 10º ed il 25º meridiano Est. Confina a Nord-Ovest con la Tunisia, a ovest con l'Algeria, a sud con il Niger e il Ciad, a sud-est col Sudan, a est con l'Egitto.
I confini della Libia sono frutto di trattati e convenzioni stipulati nel tempo da vari stati fra cui l'Italia, la Francia, la Gran Bretagna e l'Egitto e seguono principalmente riferimenti artificiali quali paralleli e meridiani e quasi mai riferimenti naturali quali fiumi e/o montagne.

## Dati generali
Area:

Totale:
1.759.540 km²

Terre:
1.759.540 km²

Acque:
0 km²
Confini di terra:

Totale:
4.384 km

Paesi confinanti:
Algeria 982 km, Ciad 1,055 km, Egitto 1,150 km, Niger 354 km, Sudan 383 km, Tunisia 459 km
Linea costiera:
1.770 km
Punti estremi:

Punto più basso:
Sabkhat Ghuzayyil -47 m. s.l.m. 29°50′00″N 19°45′00″E

Punto più alto:
Bikku Bitti 2.267 m. s.l.m.

## Morfologia
La Libia è composta da tre regioni geografiche e storiche:
- la Cirenaica, che occupa tutta la fascia orientale del territorio libico, lungo il confine con l'Egitto, dal mar Mediterraneo, al confine con il Sudan ed il Ciad;
- la Tripolitania, che occupa la fascia settentrionale, lungo il Mediterraneo, dal confine con la Tunisia, fino alla fine del Golfo della Sirte;
- il Fezzan, che occupa la parte sahariana a sud della Tripolitania, dal confine con l'Algeria fino alla Cirenaica, lungo il confine con Niger e Ciad.

### Cirenaica
La Cirenaica (in arabo برقه Barqa, berbero: Berqa) è una regione storico-geografica della Libia orientale. In senso stretto corrisponde alla penisola che sporge nel Mar Mediterraneo tra il Golfo della Sirte e il Golfo di Bomba (detta anche Cirenaica storica), mentre la zona a oriente del Golfo di Bomba è storicamente conosciuta come Marmarica.

### Tripolitania
La Tripolitania (in arabo طرابلس Ṭarābulus, berbero: Ṭrables) è una regione storica e geografica della Libia occidentale. In senso stretto corrisponde all'area concentrata attorno alla città costiera di Tripoli. Estensivamente per Tripolitania si intende un'area di circa 350.000 km² che occupa la fascia costiera occidentale del territorio libico. È delimitata a nord dal Mediterraneo, a nord-ovest dalla Tunisia, a sud-ovest dall'Algeria, a sud dalla regione del Fezzan, e ad est dalla Cirenaica.

### Fezzan
Il Fezzan (in arabo فزان Fizzān, berbero: Fezzan, in turco: Fizan, in latino: Phasania) è una regione della Libia nel mezzo del deserto del Sahara. Il Fezzan ha una superficie di circa 550.000 km² e confina a nord con la Tripolitania, ad ovest con l'Algeria, a sud col Niger e il Ciad e ad est con la Cirenaica. La maggior parte del territorio è costituita da un deserto di sabbia, ciottoli o rocce. Al suo interno vi sono delle oasi abitate perlopiù da berberi (imazighen). La Libia ha cercato di sviluppare questa regione con l'aiuto della rendita petrolifera: vi è però un grave pericolo di salinizzazione del suolo in seguito ad irrigazione artificiale. La sua popolazione è di circa 500.000 persone, di cui 1/3 appartengono ai Tuareg od ai Tebu.

### Coste
La costa della Tripolitania, dal confine tunisino al capo Misurata, è in prevalenza piatta, così come quella, brulla e sabbiosa, della Sirtica fino a Bengasi (qui esiste tuttavia qualche ancoraggio). Tra Bengasi e il confine con l'Egitto, con l'avvicinarsi al mare dell'altopiano, prevalgono rive a picco con profonde insenature. A est la costa procede bassa, uniforme, orlata da dune, fino al golfo di Tobruk, l'insenatura più ampia e profonda di tutta la costa libica. Oltre Tobruk torna ad essere alta e rocciosa, spesso a picco sul mare.
Il rilievo, salvo alcuni membri più meridionali (massiccio di Auenat, al confine con il Sudan 1.934 metri), si mantiene quasi sempre al di sotto dei 1.000 metri; ma mentre in Tripolitania esiste una pianura costiera detta Gefara abbastanza estesa e un rilievo che continua fino al Fezzan, in Cirenaica il rilievo si trova in vicinanza del mare. Nel retroterra, fino al Tibesti, non si superano i 250 metri; prevalgono aspetti desertici e le oasi costituiscono le uniche zone dove sia possibile la vita.

## Geografia fisica

### Rilievi
| Vetta            | Altezza (m s.l.m.) | Catena montuosa (m s.l.m.) | Coordinate            | Provincia      |
| ---------------- | ------------------ | -------------------------- | --------------------- | -------------- |
| Bikku Bitti      | 2.267              | Tibesti                    | 21°59′53″N 19°08′37″E | Murzuch        |
| Gebel Auenat     | 1.934              | Gilf el-Chebir             | 21°55′00″N 24°58′59″E | Cufra          |
| Gebel Archenu    | 1.435              | Gle montgn Haruj           | 27°18′00″N 17°14′00″E | Giofra         |
| Thamad Umm Ghayr | 1.189              | Gebel es-Soda              | 28°12′00″N 13°59′00″E | Wadi al-Shatii |

### Fiumi e laghi
La Libia, regione arida e semi-arida, è quasi priva di corsi d'acqua permanenti; i numerosi uidian (Uadi) recano acqua per brevissimo tempo nel periodo delle piogge: sono perenni in Tripolitania il Ki'am e il Ramla, in Cirenaica il Derna, la cui conoide terminale costituisce l'oasi di Derna. Nell'interno l'acqua compare solo in occasione di acquazzoni eccezionali, ma esiste una falda acquifera che, poco profonda in vicinanza del mare (appena 3 metri nell'oasi di Tripoli e 30-35 metri nella Gefara), diventa sempre più profonda nell'interno.
Condizioni più favorevoli presenta la Cirenaica, che ha nell'altopiano una complessa rete di acque sotterranee che sgorgano poi all'aperto in sorgenti carsiche. Nelle aree dove è presente una depressione (ovvero un abbassamento del terreno sotto il livello del mare) (Giarabub, Cufra, solchi del Fezzan) esistono laghi di piccole dimensioni per lo più salati.

### Clima
Il clima della Libia accentua i suoi caratteri desertici a mano a mano che dalle regioni costiere (dove si risentono i benefici influssi del Mediterraneo) ci si spinge verso l'interno. La piovosità presenta valori bassi con notevolissime variazioni da un anno all'altro.

La costa ha temperature medie di 27 °C in luglio e 14 °C in gennaio e precipitazioni annue di 300–400 mm, concentrate nel semestre invernale.

Verso l'interno l'escursione diurna e annua, attenuata sulla costa dal mare, tende ad aumentare e la piovosità diminuisce (anche se resta un po' più abbondante sull'altopiano).

Seguono aspetti predesertici, con temperature sempre più elevate, forti squilibri giornalieri e piogge sempre più scarse. Violento spira il vento caldo e secco del sud che esercita un effetto deleterio sulla vegetazione sempre costante e giornaliera.